# Vinny Testaverde
Vincent Frank Testaverde (Brooklyn, 13 novembre 1963) è un ex giocatore di football americano statunitense che ha giocato nel ruolo di quarterback nella National Football League (NFL) per ventuno stagioni dal 1987 al 2007.
Testaverde al college giocò a football alla University of Miami, dove fu premiato come All-American e vinse il prestigioso Heisman Trophy nel 1986. Fu la prima scelta assoluta del Draft NFL 1987 e in carriera giocò per i Tampa Bay Buccaneers, i Cleveland Browns, i Baltimore Ravens, i New York Jets, i Dallas Cowboys, i New England Patriots ed i Carolina Panthers della NFL.
Testaverde detiene diversi record NFL legati alla sua longevità nella lega, compreso quello di aver lanciato almeno un passaggio da touchdown per 21 stagioni consecutive e il maggior numero di sconfitte per un quarterback titolare con 123. Inoltre, detiene la seconda miglior percentuale di passaggi completi in una gara di stagione regolare (tra  i giocatori con almeno 20 tentativi) della storia col 91,3% (21/23), nel 1993 contro i Los Angeles Rams (Kurt Warner è primo con 24/26 per il 92,3%).

## Palmarès
- (2) Pro Bowl (1996, 1998)
- All-Pro (1998)
- PFWA All-Rookie Team - 1987
- Walter Camp Award (1986)
- Maxwell Award (1986)
- Heisman Trophy (1986)
- Davey O'Brien Award (1986)
- College Football Hall of Fame

## Statistiche
| 1987 | Tampa Bay Buccaneers | 6   | 60.2  | 71   | 165  | 43.0 | 1081   | 5   | 6   | 13  | 50   | 1  |
| 1988 | Tampa Bay Buccaneers | 15  | 75.6  | 222  | 466  | 47.6 | 3240   | 15  | 35  | 28  | 138  | 1  |
| 1989 | Tampa Bay Buccaneers | 14  | 68.9  | 258  | 480  | 53.8 | 3133   | 20  | 22  | 25  | 139  | 0  |
| 1990 | Tampa Bay Buccaneers | 14  | 75.6  | 203  | 365  | 55.6 | 2818   | 17  | 18  | 38  | 280  | 1  |
| 1991 | Tampa Bay Buccaneers | 13  | 59.0  | 166  | 326  | 50.9 | 1994   | 8   | 15  | 32  | 101  | 0  |
| 1992 | Tampa Bay Buccaneers | 14  | 74.2  | 206  | 358  | 57.5 | 2554   | 14  | 16  | 36  | 197  | 2  |
| 1993 | Cleveland Browns     | 10  | 85.7  | 130  | 230  | 56.5 | 1797   | 14  | 9   | 18  | 74   | 0  |
| 1994 | Cleveland Browns     | 14  | 70.7  | 207  | 376  | 55.1 | 2575   | 16  | 18  | 21  | 37   | 2  |
| 1995 | Cleveland Browns     | 13  | 87.8  | 241  | 392  | 61.5 | 2883   | 17  | 10  | 18  | 62   | 2  |
| 1996 | Baltimore Ravens*    | 16  | 88.7  | 325  | 549  | 59.2 | 4177   | 33  | 19  | 34  | 188  | 2  |
| 1997 | Baltimore Ravens*    | 13  | 75.9  | 271  | 470  | 57.7 | 2971   | 18  | 15  | 34  | 138  | 0  |
| 1998 | New York Jets        | 14  | 101.6 | 259  | 421  | 61.5 | 3256   | 29  | 7   | 24  | 104  | 1  |
| 1999 | New York Jets        | 1   | 78.8  | 10   | 15   | 66.7 | 96     | 1   | 1   | 0   | 0    | 0  |
| 2000 | New York Jets        | 16  | 69.0  | 328  | 590  | 55.6 | 3732   | 21  | 25  | 25  | 32   | 0  |
| 2001 | New York Jets        | 16  | 75.3  | 260  | 441  | 59.0 | 2752   | 15  | 14  | 31  | 25   | 0  |
| 2002 | New York Jets        | 5   | 78.3  | 54   | 83   | 65.1 | 499    | 3   | 3   | 2   | 23   | 0  |
| 2003 | New York Jets        | 7   | 90.6  | 123  | 198  | 62.1 | 1385   | 7   | 2   | 6   | 17   | 0  |
| 2004 | Dallas Cowboys       | 16  | 76.4  | 297  | 495  | 60.0 | 3532   | 17  | 20  | 21  | 38   | 1  |
| 2005 | New York Jets        | 6   | 59.4  | 60   | 106  | 56.6 | 777    | 1   | 6   | 7   | 4    | 2  |
| 2006 | New England Patriots | 3   | 137.5 | 2    | 3    | 66.7 | 29     | 1   | 0   | 7   | -7   | 0  |
| 2007 | Carolina Panthers    | 7   | 65.8  | 94   | 172  | 54.7 | 952    | 5   | 6   | 9   | 22   | 0  |
|      | Totale               | 233 | 78.8  | 3787 | 6701 | 56.5 | 46233∮ | 275 | 267 | 430 | 1661 | 15 |